# Copa Saporta 1999-2000
La Copa Saporta 1999-2000, conocida anteriormente como Recopa de Europa de Baloncesto fue la trigésima cuarta edición de esta competición organizada por la FIBA que reunía a los campeones de las ediciones de copa de los países europeos, además de los mejores clasificados de las mejores ligas del continente. Tomaron parte 48 equipos. Se proclamó campeón el equipo griego del AEK Atenas, que lograba así su segundo título, derrotando en la final a los italianos del Kinder Bologna, en un partido disputado en el Centre intercommunal de glace de Malley de Lausana.

## Fase de grupos preliminar
|  | Clasificados para semifinales |
|  | Eliminados                    |

|    | Equipo                 | PJ | G | P | PF  | PC  | Pts |
| -- | ---------------------- | -- | - | - | --- | --- | --- |
| 1. | AEK                    | 10 | 9 | 1 | 827 | 663 | 19  |
| 2. | Hapoel Jerusalem       | 10 | 6 | 4 | 789 | 726 | 15  |
| 3. | Cherno More Port Varna | 10 | 5 | 5 | 809 | 876 | 15  |
| 4. | Spirou                 | 10 | 5 | 5 | 756 | 75o | 15  |
| 5. | Honka Playboys         | 10 | 3 | 7 | 748 | 827 | 13  |
| 6. | Avtodor Saratov        | 10 | 2 | 8 | 682 | 769 | 12  |

|    | Equipo                        | PJ | G | P | PF  | PC  | Pts |
| -- | ----------------------------- | -- | - | - | --- | --- | --- |
| 1. | Pamesa Valencia               | 10 | 9 | 1 | 855 | 650 | 19  |
| 2. | Zadar                         | 10 | 8 | 2 | 817 | 675 | 18  |
| 3. | Achilleas                     | 10 | 4 | 6 | 705 | 776 | 14  |
| 4. | Kovinotehna Savinjska Polzela | 10 | 4 | 6 | 755 | 779 | 14  |
| 5. | Arsenal Tula                  | 10 | 3 | 7 | 698 | 812 | 14  |
| 6. | Tartu ÜSK Delta               | 10 | 1 | 9 | 649 | 787 | 11  |

|    | Equipo           | PJ | G | P  | PF  | PC  | Pts |
| -- | ---------------- | -- | - | -- | --- | --- | --- |
| 1. | Lietuvos rytas   | 10 | 8 | 2  | 814 | 667 | 18  |
| 2. | Maccabi Ra'anana | 10 | 6 | 4  | 696 | 608 | 16  |
| 3. | Élan Chalon      | 10 | 6 | 4  | 649 | 604 | 16  |
| 4. | Ricoh Astronauts | 10 | 5 | 5  | 622 | 623 | 15  |
| 5. | Alba Fehérvár    | 10 | 5 | 5  | 751 | 697 | 15  |
| 6. | APOEL            | 10 | 0 | 10 | 513 | 846 | 10  |

|    | Equipo           | PJ | G | P | PF  | PC  | Pts |
| -- | ---------------- | -- | - | - | --- | --- | --- |
| 1. | PSG Racing       | 10 | 9 | 1 | 771 | 600 | 19  |
| 2. | Hoop Pekaes      | 10 | 8 | 2 | 760 | 668 | 18  |
| 3. | Tau Cerámica     | 10 | 7 | 3 | 808 | 659 | 17  |
| 4. | Bosna            | 10 | 4 | 6 | 644 | 714 | 14  |
| 5. | Illiabum Clube   | 10 | 1 | 9 | 692 | 855 | 11  |
| 6. | Godel Rabotnički | 10 | 1 | 9 | 550 | 729 | 11  |

|    | Equipo               | PJ | G | P  | PF  | PC  | Pts |
| -- | -------------------- | -- | - | -- | --- | --- | --- |
| 1. | Iraklis              | 10 | 9 | 1  | 743 | 656 | 19  |
| 2. | Porto                | 10 | 6 | 4  | 726 | 686 | 16  |
| 3. | Slovakofarma Pezinok | 10 | 5 | 5  | 786 | 782 | 15  |
| 4. | Telekom Bonn         | 10 | 5 | 5  | 786 | 782 | 15  |
| 5. | Partizan             | 10 | 5 | 5  | 634 | 719 | 15  |
| 6. | SÜBA Sankt Pölten    | 10 | 0 | 10 | 639 | 798 | 10  |

|    | Equipo                    | PJ | G  | P | PF  | PC  | Pts |
| -- | ------------------------- | -- | -- | - | --- | --- | --- |
| 1. | Kinder Bologna            | 10 | 10 | 0 | 885 | 486 | 20  |
| 2. | Zepter Śląsk Idea Wrocław | 10 | 7  | 3 | 743 | 692 | 17  |
| 3. | Ventspils                 | 10 | 5  | 5 | 786 | 782 | 15  |
| 4. | Norrköping Dolphins       | 10 | 4  | 6 | 803 | 929 | 14  |
| 5. | Fenerbahçe                | 10 | 3  | 7 | 708 | 765 | 13  |
| 6. | Matáv Pécs                | 10 | 1  | 9 | 651 | 793 | 11  |

|    | Equipo        | PJ | G | P | PF  | PC  | Pts |
| -- | ------------- | -- | - | - | --- | --- | --- |
| 1. | Darüşşafaka   | 10 | 8 | 2 | 825 | 759 | 18  |
| 2. | Split CO      | 10 | 6 | 4 | 787 | 773 | 16  |
| 3. | Plannja       | 10 | 5 | 5 | 753 | 772 | 15  |
| 4. | Adecco Milano | 10 | 4 | 6 | 740 | 719 | 14  |
| 5. | Okapi Aalstar | 10 | 4 | 6 | 789 | 831 | 14  |
| 6. | London Towers | 10 | 3 | 7 | 789 | 838 | 13  |

|    | Equipo              | PJ | G | P | PF  | PC  | Pts |
| -- | ------------------- | -- | - | - | --- | --- | --- |
| 1. | Krka                | 10 | 7 | 3 | 774 | 659 | 17  |
| 2. | Skyliners Frankfurt | 10 | 7 | 3 | 750 | 681 | 17  |
| 3. | Sakalai             | 10 | 7 | 3 | 791 | 771 | 17  |
| 4. | Radnički Belgrade   | 10 | 4 | 6 | 746 | 736 | 14  |
| 5. | Torpan Pojat        | 10 | 3 | 7 | 673 | 808 | 13  |
| 6. | Mlekarna Kunin      | 10 | 2 | 8 | 723 | 802 | 12  |

## Dieciseisavos de final
| Equipo 1                      | Agr.    | Equipo 2                  | Ida   | Vuelta |
| ----------------------------- | ------- | ------------------------- | ----- | ------ |
| Kovinotehna Savinjska Polzela | 95–154  | AEK                       | 51–86 | 44–68  |
| Achilleas                     | 133–188 | Hapoel Jerusalem          | 67–93 | 66–95  |
| Cherno More Port Varna        | 133–172 | Zadar                     | 63–73 | 70–99  |
| Spirou                        | 149–163 | Pamesa Valencia           | 74–81 | 75–82  |
| Bosna                         | 138–174 | Lietuvos rytas            | 65–71 | 73–103 |
| Tau Cerámica                  | 139–129 | Maccabi Ra'anana          | 68–62 | 71–67  |
| Élan Chalon                   | 153–145 | Hoop Pekaes               | 76–57 | 77–88  |
| Ricoh Astronauts              | 130–136 | PSG Racing                | 60–61 | 70–75  |
| Norrköping Dolphins           | 144–206 | Iraklis                   | 64–87 | 80–119 |
| Ventspils                     | 122–157 | Porto                     | 47–77 | 75–80  |
| Slovakofarma Pezinok          | 160–170 | Zepter Śląsk Idea Wrocław | 79–86 | 81–84  |
| Telekom Bonn                  | 125–154 | Kinder Bologna            | 56–67 | 69–87  |
| Radnički Belgrade             | 137–141 | Darüşşafaka               | 77–66 | 60–75  |
| Sakalai                       | 166–186 | Split CO                  | 86–97 | 80–89  |
| Plannja                       | 121–145 | Skyliners Frankfurt       | 63–74 | 58–71  |
| Adecco Milano                 | 118–112 | Krka                      | 62–55 | 56–57  |

## Octavos de final
| Equipo 1                  | Agr.    | Equipo 2        | Ida   | Vuelta |
| ------------------------- | ------- | --------------- | ----- | ------ |
| Tau Cerámica              | 132–156 | AEK             | 67–71 | 65–85  |
| Élan Chalon               | 119–146 | Pamesa Valencia | 83–75 | 36–71  |
| Hapoel Jerusalem          | 148–157 | Lietuvos rytas  | 78–91 | 70–66  |
| Zadar                     | 143–129 | PSG Racing      | 76–57 | 67–72  |
| Split CO                  | 129–150 | Iraklis         | 63–71 | 66–79  |
| Skyliners Frankfurt       | 115–140 | Kinder Bologna  | 62–57 | 53–83  |
| Porto                     | 135–127 | Darüşşafaka     | 81–78 | 54–49  |
| Zepter Śląsk Idea Wrocław | 137–121 | Adecco Milano   | 75–57 | 62–64  |

## Cuartos de final
| Equipo 1                  | Agr.    | Equipo 2        | Ida   | Vuelta |
| ------------------------- | ------- | --------------- | ----- | ------ |
| AEK                       | 154–146 | Iraklis         | 84–73 | 70–73  |
| Kinder Bologna            | 144–139 | Pamesa Valencia | 85–61 | 59–78  |
| Lietuvos rytas            | 170–160 | Porto           | 93–73 | 77–87  |
| Zepter Śląsk Idea Wrocław | 120–132 | Zadar           | 56–63 | 64–69  |

## Semifinales
| Equipo 1       | Agr.    | Equipo 2       | Ida   | Vuelta |
| -------------- | ------- | -------------- | ----- | ------ |
| Zadar          | 142–152 | AEK            | 75–70 | 67–82  |
| Lietuvos rytas | 141–143 | Kinder Bologna | 70–60 | 71–83  |

## Final
11 de abril, Centre Intercommunal de Glace de Malley, Lausana
| Equipo 1 | Resultado | Equipo 2       |
| -------- | --------- | -------------- |
| AEK      | 83–76     | Kinder Bologna |

| 11 de abril de 2000 | AEK                                                              | 83–76        | Kinder Bologna                                                         | |  |
|                     | Marcador por tiempos: 46-33, 37-43                               |              |                                                                        | |  |
|                     | Estadísticas Nikos Chatzis, 16 Martin Müürsepp, 6 3 jugadores, 3 | Pts Reb Asts | Estadísticas Predrag Danilović, 18 4 jugadores, 3 Predrag Danilović, 4 | Pabellón: Centre Intercommunal de Glace de Malley, Lausana Asistencia: 6.000 espectadores Árbitros: Pascal Dorizon (FRA), Eduardo Sancha (ESP) |  |

| Campeón de la Copa Saporta 1999–2000 |
| ------------------------------------ |
| AEK 2º título                        |